# Distrito de Leventina
El distrito de Leventina (antiguamente en alemán Livinen) es uno de los ocho distritos del cantón del Tesino. Limita al norte con el cantón de Uri y  el distrito de Surselva (GR), al este con el distrito de Blenio, al sureste con el de Riiviera, al sur con los de Locarno y Vallemaggia, al suroeste con la Provincia de Verbano-Cusio-Ossola (Italia), y al oeste con el distrito de Goms (VS).
La capital del distrito es Faido.

## Comunas
| Circolo di Airolo | Circolo di Airolo      | Circolo di Airolo | Circolo di Airolo |
| Comuna            | Población (31.12.2007) | Superficie en km² |                   |
| ----------------- | ---------------------- | ----------------- | ----------------- |
| Airolo            | 1585                   | 94,5              |                   |
| Bedretto          | 83                     | 75,2              |                   |
| Total             | 1668                   | 169,7             |                   |

| Circolo di Giornico | Circolo di Giornico    | Circolo di Giornico | Circolo di Giornico |
| Comuna              | Población (31.12.2007) | Superficie en km²   |                     |
| ------------------- | ---------------------- | ------------------- | ------------------- |
| Anzonico            | 105                    | 10,6                |                     |
| Bodio               | 1019                   | 6,4                 |                     |
| Cavagnago           | 87                     | 6,7                 |                     |
| Giornico            | 913                    | 19,5                |                     |
| Personico           | 371                    | 39,1                |                     |
| Pollegio            | 879                    | 5,9                 |                     |
| Sobrio              | 82                     | 6,4                 |                     |
| Total               | 3456                   | 94,6                |                     |

| Circolo di Faido | Circolo di Faido       | Circolo di Faido  | Circolo di Faido |
| Comuna           | Población (31.12.2007) | Superficie en km² |                  |
| ---------------- | ---------------------- | ----------------- | ---------------- |
| Calpiogna        | 37                     | 3,3               |                  |
| Campello         | 60                     | 4,0               |                  |
| Chironico        | 409                    | 57,7              |                  |
| Faido            | 1984                   | 25,5              |                  |
| Mairengo         | 513                    | 6,6               |                  |
| Osco             | 126                    | 11,9              |                  |
| Total            | 3129                   | 109,0             |                  |

| Circolo di Quinto | Circolo di Quinto      | Circolo di Quinto | Circolo di Quinto |
| Comuna            | Población (31.12.2007) | Superficie en km² |                   |
| ----------------- | ---------------------- | ----------------- | ----------------- |
| Dalpe             | 182                    | 14,5              |                   |
| Prato (Leventina) | 453                    | 16,9              |                   |
| Quinto            | 1055                   | 75,2              |                   |
| Total             | 1690                   | 106,6             |                   |

### Modificaciones
- 9 de mayo de 1853: separación de la comuna de Campello de la de Calpiogna.
- 26 de enero de 2006: Reunión de las comunas de Calonico, Chiggiogna y Rossura en la comuna de Faido.

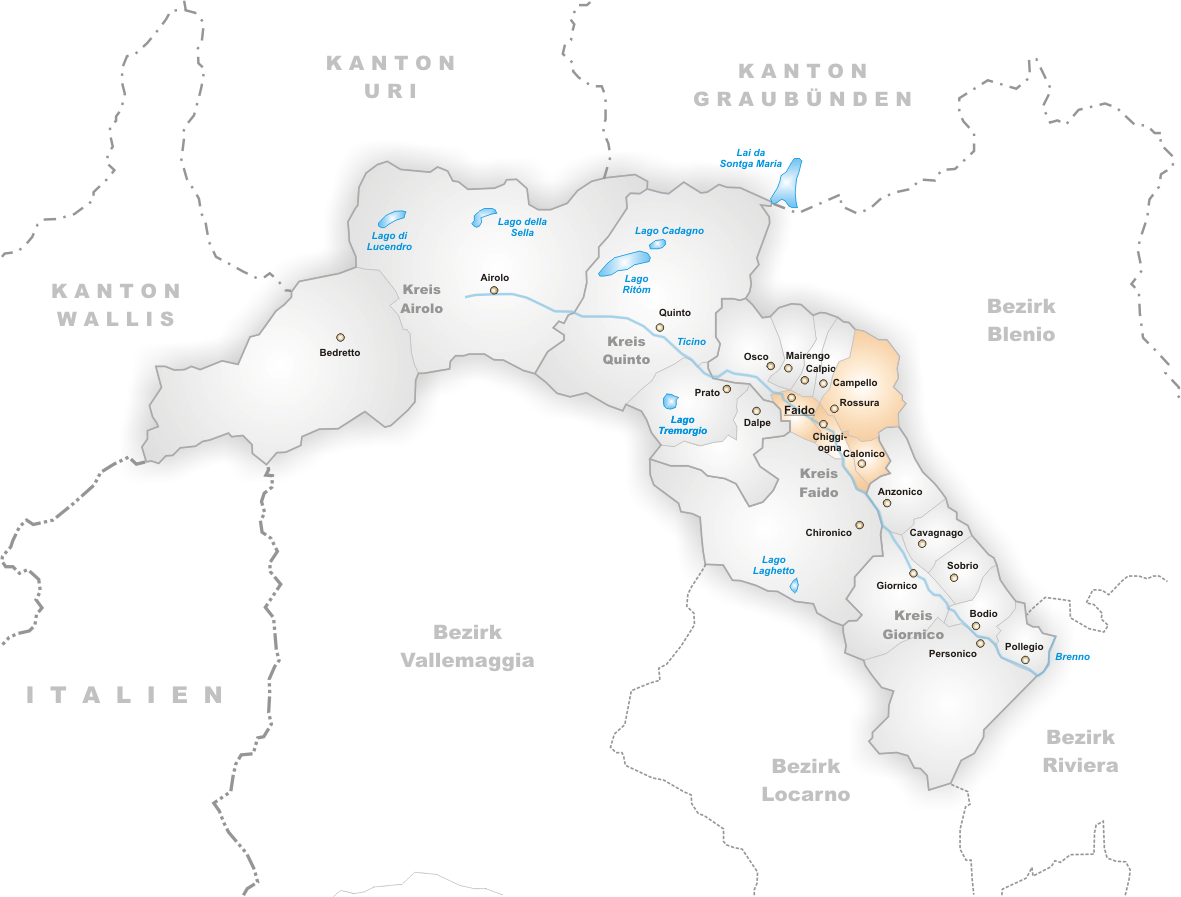
Comunas hasta 2005